# Galeria Sławy IIHF

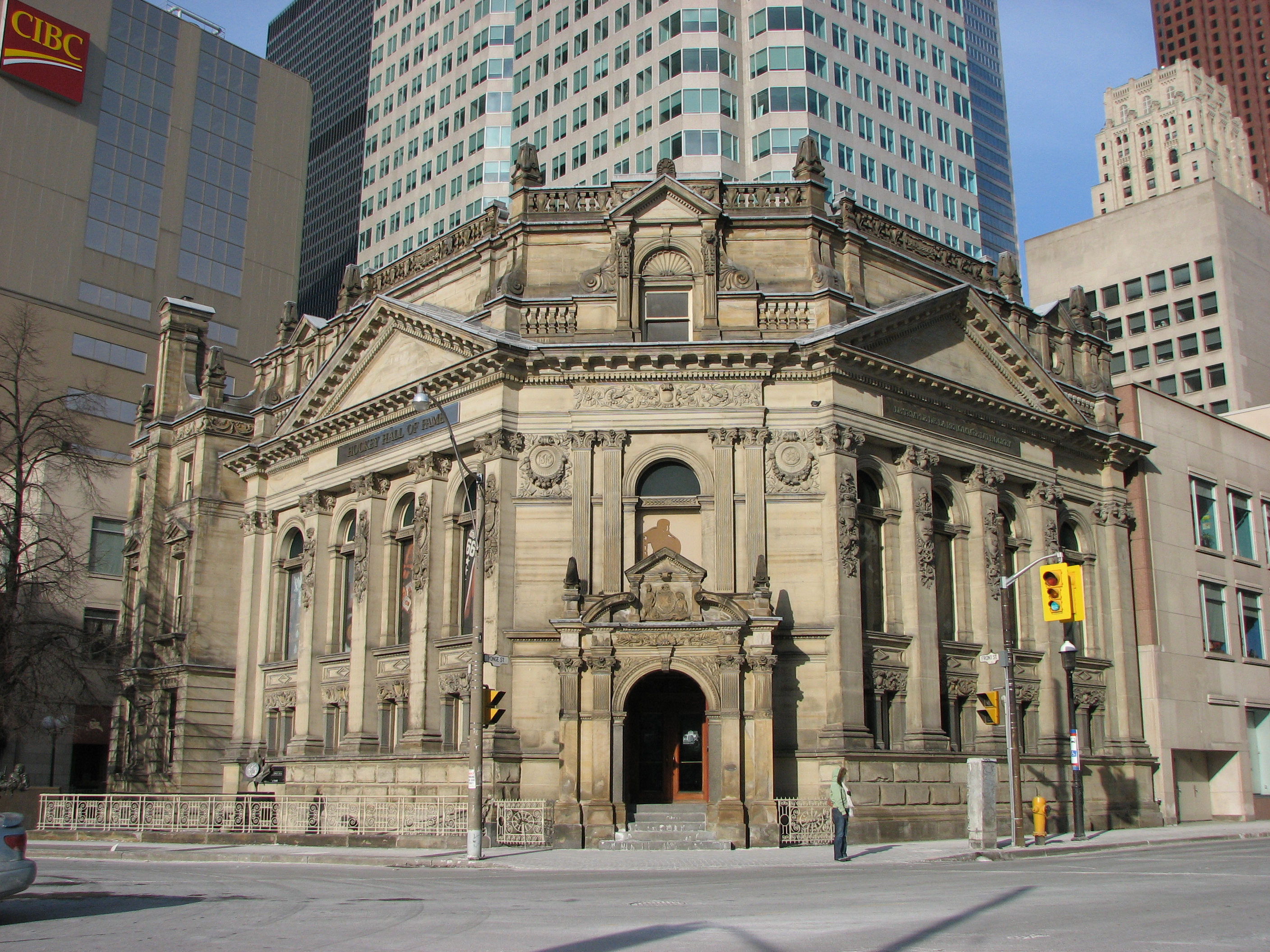
Siedziba Hockey Hall of Fame w Toronto

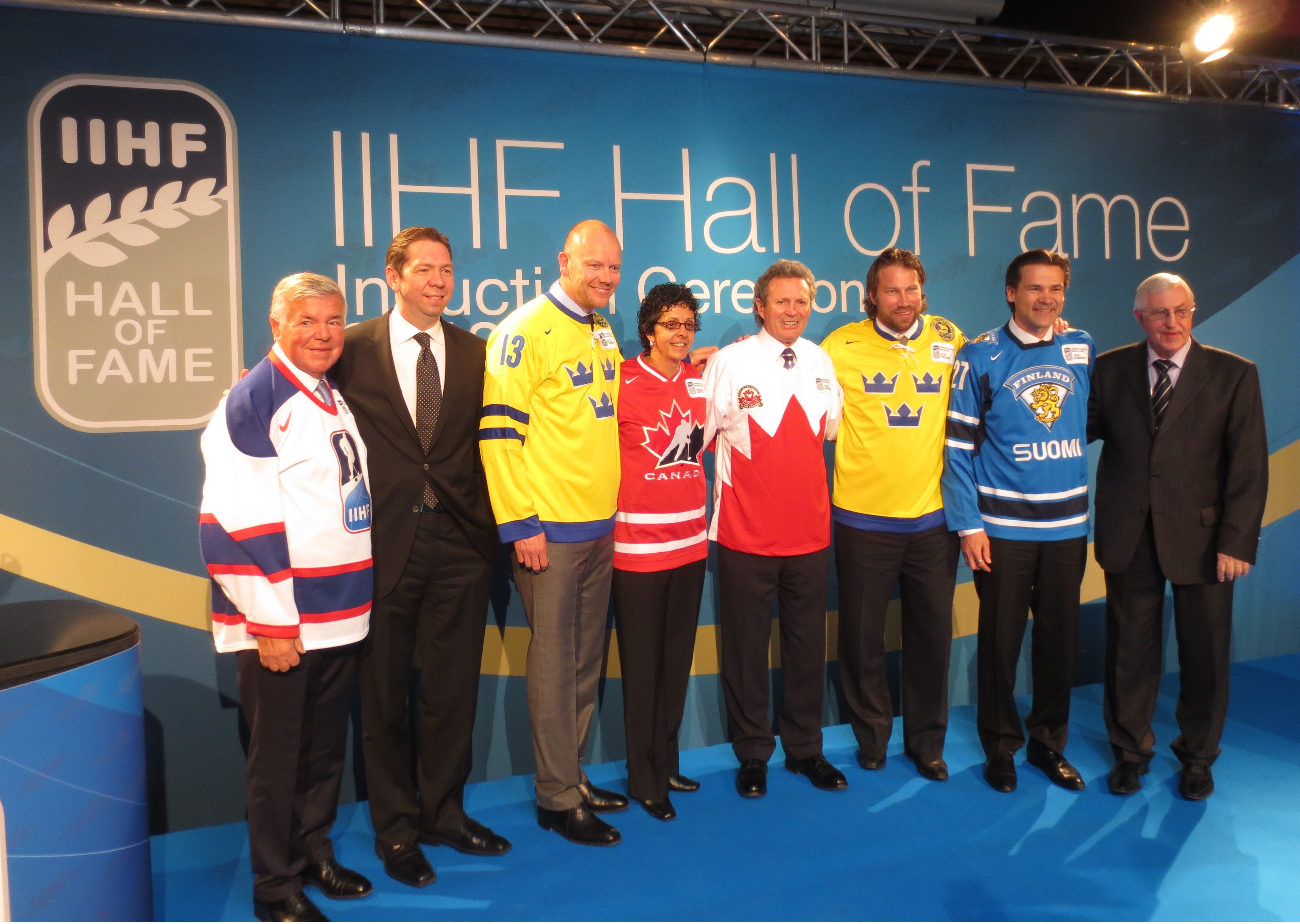
Nowi członkowie Galerii Sławy IIHF przyjęci w 2013

Galeria Sławy IIHF (ang. IIHF Hall of Fame) – międzynarodowa galeria sławy w hokeju na lodzie utworzona przez organizację IIHF.

## Historia
Została założona w 1997 roku podczas turnieju mistrzostw Świata celem upamiętnienia zasłużonych osobistości w hokeju na lodzie. Wyróżnienie jest przyznawane trzem kategoriom: zawodnikom, twórcom (ang. Builder) i sędziom.
Galeria Sławy IIHF znajduje się na terenie siedziby Hockey Hall of Fame w Toronto (Kanada).
19 maja 2013 dokonano przyjęcia kolejnych sześciu osobistości, w tym jednej kobiety. Ówczesne grono skupiało 189 uhunorowanych z 22 państw. W maju 2014 zostało przyjętych sześć osobistości. W grudniu 2014 dokonano wyboru nowych sześciu uhonorowanych (wówczas liczba wszystkich wynosiła 200 z 22 państw), a ich oficjalne przyjęcie nastąpiło w maju 2015. W grudniu 2015 ogłoszono przyjęcie do galerii kolejnych sześciu uhonorowanych, których oficjalne przyjęcie do GS odbyło się 23 maja 2016. 21 maja 2017 do Galerii Sławy przyjęto kolejnych sześciu wyróżnionych. 1 grudnia 2017 przedstawiono następnych sześciu uhonorowanych, a ceremonia odbyła się 20 maja 2018. 26 maja 2019 zaprezentowano kolejnych sześć osób włączonych do Galerii Sławy (tym samym łączna liczba osiągnęła 224 uhonorowanych). 4 lutego 2020 zaanonsowano sześciu kolejnych wyróżnionych, którzy mieli być uroczyście przyjęci do Galerii Sławy IIHF podczas turnieju 2020, odwołanych potem z powodu pandemii COVID-19. Jedyną osobą przyjętą do Galerii w 2021 był odchodzący ze stanowiska prezydenta IIHF René Fasel (jednocześnie ogłoszono, że nominowani w roku 2020 zostaną oficjalnie przyjęci podczas turnieju MŚ 2022; istotnie, ceremonia odbyła się 29 maja 2022 w Tampere w Finlandii).
28 maja 2023 w Tampere przedstawiono siedmioro uhonorowanych. 26 maja 2024 w Pradze zaprezentowano osiem nowo nagrodzonych (wśród nich był Ryan Smyth, nominowany jeszcze w 2020). 25 maja 2025 w Sztokholmie ogłoszono przyjęcie siedmiorga wyróżnionych.
Wśród wyróżnionych został jeden Polak, Henryk Gruth.
| Rok            | 1997 | 1998 | 1999 | 2000 | 2001 | 2002 | 2003 | 2004 | 2005 | 2006 | 2007 | 2008 | 2009 | 2010 | 2011 | 2012 |
| -------------- | ---- | ---- | ---- | ---- | ---- | ---- | ---- | ---- | ---- | ---- | ---- | ---- | ---- | ---- | ---- | ---- |
| Liczba przyjęć | 31   | 30   | 29   | 7    | 6    | 8    | 8    | 12   | 6    | 6    | 12   | 7    | 5    | 5    | 6    | 5    |

| Rok            | 2013 | 2014 | 2015 | 2016 | 2017 | 2018 | 2019 | 2020 | 2021 | 2023 | 2024 | 2025 |
| -------------- | ---- | ---- | ---- | ---- | ---- | ---- | ---- | ---- | ---- | ---- | ---- | ---- |
| Liczba przyjęć | 6    | 6    | 6    | 6    | 6    | 6    | 6    | 6    | 1    | 7    | 8    | 7    |

## Lista uhonorowanych

### A
- Quido Adamec – sędzia (2005)
- Bunny Ahearne – twórca (1997)
- Boris Aleksandrow – twórca (2019)
- Wieniamin Aleksandrow – zawodnik (2007)
- Daniel Alfredsson – zawodnik (2018)
- Ernest Aljančič senior – twórca (2002)

### B
- Helmuts Balderis – zawodnik (1998)
- Rudi Ball – zawodnik (2004)
- Father David Bauer – twórca (2008)
- Curt Berglund – zawodnik (2003)
- Sven Bergqvist – zawodnik (1998)
- Lars Björn – zawodnik (1998)
- Rob Blake – zawodnik (2018)
- Wsiewołod Bobrow – zawodnik (1997)
- Peter Bondra – zawodnik (2016)
- Philippe Bozon – zawodnik (2008)
- Herb Brooks – zawodnik (1999)
- Walter Brown – twórca (1997)
- Roger Bourbonnais – zawodnik (1999)
- Vladimír Bouzek – zawodnik (2007)
- Vlastimil Bubník – zawodnik (1997)
- Mike Buckna – twórca (2004)
- Luděk Bukač – twórca (2007)
- Pawieł Bure – zawodnik (2012)
- Walter Bush junior – twórca (2009)
- Wiaczesław Bykow – zawodnik (2014)

### C
- Ferdinand Cattini – zawodnik (1998)
- Hans Cattini – zawodnik (1998)
- Enrico Calcaterra – zawodnik (1999)
- Walerij Charłamow – zawodnik (1998)
- Chris Chelios – zawodnik (2018)
- Andriej Chomutow – zawodnik (2014)
- Mong-Won Chung –twórca (2020)
- Josef Černý – zawodnik (2007)
- Zdeno Chára – zawodnik (2025)
- Anatolij Chorozow – twórca (2006)
- Bill Christian – zawodnik (1998)
- Bill Cleary – zawodnik (1997)
- Gerry Cosby – zawodnik (1997)
- Murray Costello – twórca (2014)
- Jim Craig – zawodnik (1999)
- Mike Curran – zawodnik (1999)

### D
- Ove Dahlberg – sędzia (2004)
- Natalie Darwitz – zawodniczka (2024)
- Mel Davidson – twórca (2024)
- Witalij Dawydow – zawodnik (2004)
- Karyn Dietz – zawodniczka (2011)
- Igor Dmitrijew – twórca (2007)
- Hans Dobida – twórca (2007)
- Sandra Dombrowski – zawodniczka (2023)
- Jaroslav Drobný – zawodnik (1997)
- Vladimír Dzurilla – zawodnik (1998)

### E
- Jan-Åke Edvinsson – twórca (2013)
- Carl Erhardt – zawodnik (1998)
- Rudolf Eklöw – twórca (1999)

### F
- Rickard Fagerlund – twórca (2010)
- René Fasel – twórca (2021)
- Wiaczesław Fietisow – zawodnik (2005)
- Siergiej Fiodorow – zawodnik (2016)
- Anatolij Firsow – zawodnik (1998)
- Peter Forsberg – zawodnik (2013)
- Jimmy Foster – zawodnik (2023)

### G
- Jozef Golonka – zawodnik (1998)
- Daniel Goeyette – zawodnik (2013)
- Cammi Granato – zawodniczka (2008)
- Arne Grunander – twórca (1997)
- Wayne Gretzky – zawodnik (2000)
- Henryk Gruth – zawodnik (2006)
- Bengt-Åke Gustafsson – twórca (2003)
- Karel Gut – zawodnik (1998)

### H
- Dominik Hašek – zawodnik (2015)
- Geraldine Heaney – zawodniczka (2008)
- Anders Hedberg – zawodnik (1997)
- Dieter Hegen – zawodnik (2010)
- Raimo Helminen – zawodnik (2012)
- Paul Henderson – zawodnik (2013)
- Heinz Henschel – twórca (2003)
- William Hewitt – twórca (1998)
- Kai Hietaranta – twórca (2025)
- Rudi Hiti – zawodnik (2009)
- Ivan Hlinka – zawodnik (2002)
- Jiří Holík – zawodnik (1999)
- Derek Holmes – twórca (1999)
- Leif Holmqvist – zawodnik (1999)
- Jiří Holeček – zawodnik (1998)
- Ladislav Horský – twórca (2004)
- Phil Housley – zawodnik (2012)
- Fran Huck – zawodnik (1999)
- Cristobal Huet – zawodnik (2023)
- Jørgen Hviid – twórca (2005)

### I
- Artūrs Irbe – zawodnik (2010)

### J
- Gustav Jaenecke – zawodnik (1998)
- Jaromír Jágr – zawodnik (2024)
- Aleksandr Jakuszew – zawodnik (2003)
- Angela James – zawodniczka (2008)
- Aleksiej Jaszyn – zawodnik (2020)
- Tore Johannessen – zawodnik (1999)
- Sven „Tumba” Johansson – zawodnik (1997)
- Mark Johnson – zawodnik (1999)
- Marshall Johnston – zawodnik (1998)
- Tomas Jonsson – zawodnik (2000)
- Jörgen Jönsson – zawodnik (2019)
- Kenny Jönsson – zawodnik (2024)
- Gordon Juckes – twórca (1997)
- Timo Jutila – zawodnik (2003)
- Władimir Jurzinow – zawodnik (2002)

### K
- Dieter Kalt – zawodnik (2017)
- Walerij Kamienski – zawodnik (2016)
- Jurij Karandin – sędzia (2004)
- Aleksiej Kasatonow – zawodnik (2009)
- Tsutomu Kawabuchi – twórca (2004)
- Matti Keinonen – zawodnik (2002)
- Udo Kießling – zawodnik (2000)
- Dave King – twórca (2001)
- Saku Koivu – zawodnik (2017)
- Jakob Kölliker – zawodnik (2007)
- Josef Kompalla – sędzia (2003)
- Wiktor Konowalenko – zawodnik (2007)
- Vladimír Kostka – twórca (1997)
- Uwe Krupp – zawodnik (2017)
- Władimir Krutow – zawodnik (2010)
- Kalervo Kummola – twórca (2023)
- Jari Kurri – zawodnik (2000)
- Wiktor Kuźkin – zawodnik (2005)
- Erich Kühnhackl – zawodnik (1997)

### L
- Jacques Lacarrière – zawodnik (1998)
- Philippe Lacarriere – twórca (2018)
- Bob LeBel – twórca (1997)
- Brian Leetch – zawodnik (2023)
- Jere Lehtinen – zawodnik (2018)
- Mario Lemieux – zawodnik (2008)
- Igor Liba – zawodnik (2024)
- Nicklas Lidström – zawodnik (2014)
- Victor Lindquist – zawodnik (1997)
- Harry Lindblad – twórca (1998)
- Paul Loicq – twórca (1997)
- Håkan Loob – zawodnik (1998)
- Henrik Lundqvist – zawodnik (2025)
- Tord Lundström – zawodnik (2011)
- Cesar Lüthi – twórca (1998)

### Ł
- Igor Łarionow – zawodnik (2008)
- Konstantin Łoktiew – zawodnik (2007)

### M
- Louis Magnus – twórca (1997)
- Seth Martin – zawodnik (1997)
- Kim Martin-Hasson – zawodniczka (2025)
- John Mayasich – zawodnik (1997)
- Pekka Marjamäki – zawodnik (1998)
- Oldřich Machač – zawodnik (1999)
- Aleksandr Malcew – zawodnik (1999)
- Boris Majorow – zawodnik (1999)
- Siergiej Makarow – zawodnik (2001)
- Vladimír Martinec – zawodnik (2001)
- Barry MacKenzie – zawodnik (1999)
- Josef Maleček – zawodnik (2003)
- Jack McCartan – zawodnik (1998)
- Jackie McLeod – zawodnik (1999)
- Boris Michajłow – zawodnik (2000)
- Mike Modano – zawodnik (2019)
- Bohumil Modrý – zawodnik (2011)
- Andy Murray – zawodnik (2012)

### N
- Bob Nadin – twórca (2018)
- Mats Näslund – zawodnik (2005)
- Lou Nanne – zawodnik (2004)
- Václav Nedomanský – zawodnik (1997)
- Scott Niedermayer – zawodnik (2015)
- Frans Nielsen – zawodnik (2025)
- Riikka Nieminen-Välilä – zawodniczka (2010)
- Kent Nilsson – zawodnik (2006)
- Nisse NilssonNils „Nisse” Nilsson – zawodnik (2002)
- Milan Nový – zawodnik (2012)
- Petteri Nummelin – zawodnik (2024)
- Kalevi Numminen – twórca (2011)
- Teppo Numminen – zawodnik (2013)

### O
- Lasse Oksanen – zawodnik (1999)
- Caroline Ouellette – zawodniczka (2023)
- Terry O’Malley – zawodnik (1998)

### P
- Žigmund Pálffy – zawodnik (2019)
- Eduard Pană – zawodnik (1998)
- György Pásztor – zawodnik (2001)
- Peter Patton – twórca (2002)
- Esa Peltonen – zawodnik (2007)
- Ville Peltonen – zawodnik (2016)
- Ronald Pettersson – zawodnik (2004)
- Władimir Pietrow – zawodnik (2006)
- František Pospíšil – zawodnik (1999)
- Jaroslav Pouzar – zawodnik (2024)
- Sepp Puschnig – zawodnik (1999)

### Q
- Pat Quinn – twórca (2016, pośmiertnie)

### R
- Aleksandr Ragulin – zawodnik (1997)
- Hans Rampf – zawodnik (2001)
- Robert Reichel – zawodnik (2015)
- Gordon Renwick – twórca (2002)
- Robert Ridder – twórca (1998)
- Jack Riley – twórca (1998)
- Fran Rider – twórczyni (2015)
- Maria Rooth – zawodniczka (2015)
- Angela Ruggiero – zawodniczka (2017)
- Thomas Rundqvist – zawodnik (2007)

### S
- Günther Sabetzki – twórca (1997)
- Joe Sakic – zawodnik (2017)
- Rusłan Salej – zawodnik (2014, pośmiertnie)
- Börje Salming – zawodnik (1998)
- László Schell – sędzia (2009)
- Alois Schloder – zawodnik (2005)
- Mathias Seger – zawodnik (2020)
- Teemu Selänne – zawodnik (2017)
- Harry Sinden – zawodnik (1997)
- Ben Smith – twórca (2016)
- Ryan Smyth – zawodnik (2020/2024)
- Nikołaj Sołogubow – zawodnik (2004)
- Andriej Starowojtow – twórca (1997)
- Wiaczesław Starszynow – zawodnik (2007)
- Arne Strömberg – twórca (1998)
- Ján Starší – zawodnik (1998)
- Roland Stoltz – zawodnik (1999)
- Peter Šťastný – zawodnik (2000)
- Göran Stubb – twórca (2001)
- Ulf Sterner – zawodnik (2001)
- Mark Streit – zawodnik (2020)
- Jan Suchý – zawodnik (2009)
- Vicky Sunohara – zawodniczka (2025)
- Mats Sundin – zawodnik (2013)

### Š
- Miroslav Šatan – zawodnik (2019)
- Miroslav Šubrt – twórca (2004)

### T
- Anatolij Tarasow – twórca (1997)
- Wiktor Tichonow – twórca (1998)
- František Tikal – zawodnik (2004)
- Kimmo Timonen – zawodnik (2020)
- Shoichi Tomita – twórca (2006)
- Richard Torriani – zawodnik (1997)
- Władisław Trietjak – zawodnik (1997)
- Ladislav Troják – zawodnik (2011)
- Hal Trumble – twórca (1999)
- Arkadij Czernyszow – twórca (1999)
- Yoshiaki Tsutsumi – twórca (1999)
- Doru Tureanu – zawodnik (2011)
- Thayer Tutt – twórca (2002)

### U
- Xaver Unsinn – twórca (1998)

### V
- Jorma Valtonen – zawodnik (1999)
- David Výborný – zawodnik (2025)

### W
- Walerij Wasiljew – zawodnik (1998)
- Juhani Wahlsten – zawodnik (2006)
- Walter Wasservogel – twórca (1997)
- Harry Watson – zawodnik (1998)
- Hayley Wickenheiser – zawodniczka (2019)
- Unto Wiitala – sędzia (2003)

### Y
- Urpo Ylönen – zawodnik (1997)
- Steve Yzerman – zawodnik (2014)

### Z
- Vladimír Zábrodský – zawodnik (1997)
- Henrik Zetterberg – zawodnik (2023)
- Joachim Ziesche – zawodnik (1999)